# Olav Duun

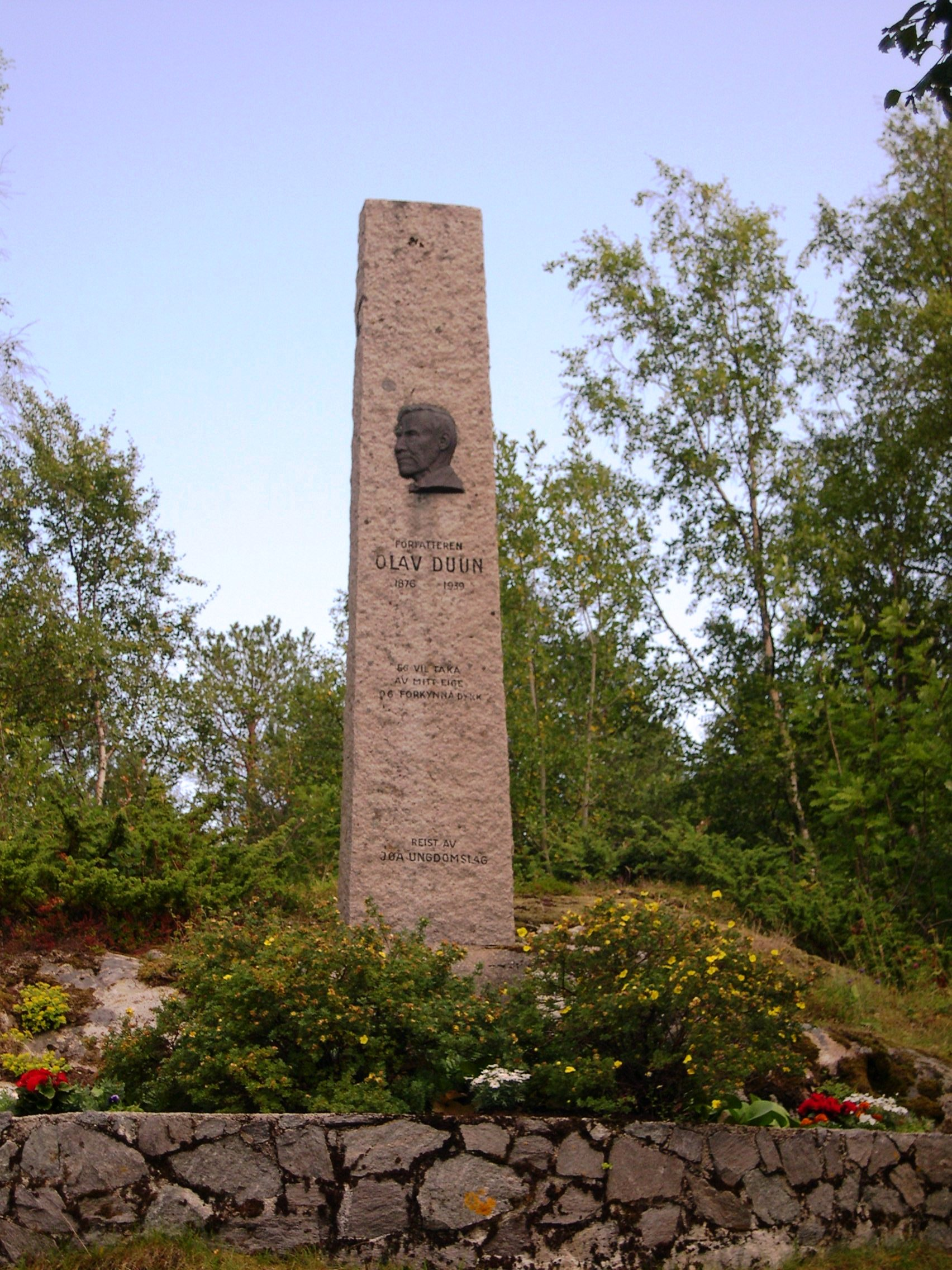
Minnesmärke över Olav Duun på Jøa.

Olav Duun (egentligen Ole Julius Duun), född 21 november 1876 på ön Jøa i Fosnes i Nord-Trøndelag fylke, död 13 september 1939 i Botne i Holmestrand, var en norsk författare. Hans far var bonde, och Olav arbetade också som bonde och fiskare. Under åren 1904-1927 var Olav Duun folkskollärare. 
Duun var en folklivsskildrare, som skrev om hembygden och de stora livsfrågorna. Centrala motiv är konflikten mellan individen och massan, mellan traditionerna och det moderna livet och mellan de olika generationerna. Hans språk bygger på hembygdens dialekt i Namsdalen (landsmål/nynorska). Hans huvudverk är de sex böckerna i romansviten om Juviksfolket.

## Böcker på svenska
(Översättning Thorsten W. Törngren, förlag Norstedt, om ej annat anges)
- Juviksfolket
  1. Juviksfolket (1924) (Juvikingar)
  2. I blindo (1924) (I blinda)
  3. Storbröllopet (1925) (Storbrylloppe)
  4. I äventyrslandet (1925) (I eventyre)
  5. Ungdomsåren (1926) (I ungdomen)
  6. Stormen (1926) (I stormen)
- Medmänniskor (1931) (Medmenneske)
- Vägar och villstig (1932) (Vegar og villstig)
- Ragnhild (1933) (Ragnhild)
- Sommaräventyr (översättning Paul Åskag, Lindqvist, 1943) [ungdomsbok]

## Filmatiseringar
- 1981 – norsk TV-serie av "Medmenneske" (4 avsnitt)

## Priser
- 1934 Gyldendals legat
- 1936 Henrik Steffens-priset (tyskt)